# Мультилокальность (физика)
Мультилокальность − один из главных терминов, участвующий в обсуждении «нелокальных» взаимодействий, сохраняющих причинность в полевой формулировке теории струн.
Мультилокальность − свойство взаимодействия физических протяжённых объектов, альтернативное нелокальности и не нарушающее принципа причинности.

Согласно этому свойству все допустимые взаимодействия протяжённых физических объектов сводятся только к взаимодействиям в точках и практически мгновенным перестройкам топологии последних. В контексте теории струн лагранжиан взаимодействия должен содержать только такие конфигурации полей, хотя точек перестройки топологии струны может быть и много − это отчасти проясняет смысл приставки мульти в термине.
Например, струнный квантовополевой функционал Φ(X), определённый для всех точек струны через функции Х(σ), является мультилокальным в гильбертовом пространстве струнных возбуждений, если выполняется данное свойство.